# Бірюков Анатолій Миколайович
Анатолій Миколайович Бірюков (рос. Анатолий Николаевич Бирюков; 1939—1979) — радянський серійний вбивця, непіофіл, відомий як «Мисливець за немовлятами». Скоював злочини у вересні—жовтні 1977 року.

## Біографія
Анатолій Бірюков народився в 1939 році. Його батько, Микола Іванович Бірюков — воєначальник Радянської Армії, генерал-лейтенант, Герой Радянського Союзу. Бірюков був одружений, у нього було дві дочки (за деякими джерелами — син). Коли згодом він був заарештований за вбивство, то ніхто з його знайомих не міг повірити в його винуватість.

## Вбивства
Маніяк скоював злочини за однією і тією ж схемою: викрадення немовляти з коляски, доставка його в безлюдне місце, вчинення з немовлям насильницького статевого акту, вбивство. Перший злочин Бірюков скоїв 16 вересня 1977 року. Здійснити статевий акт зі своєю першою жертвою він не встиг, так як його злякали. Сильний удар ножем в живіт трохи не розрубав немовля навпіл. 19 вересня в центрі Москви біля магазину «Дитячий світ» маніяк викрав і зґвалтував ще одне немовля. Потім протягом трьох тижнів він викрав і вбив ще трьох немовлят. Троє з п'яти жертв Бірюкова загинули безпосередньо від наслідків зґвалтування, оскільки таке нерідко завдає немовлятам смертельну шкоду здоров'ю. В житті Бірюков був гетеросексуалом, однак, здійснюючи злочин, він практикував зґвалтування як хлопчиків, так і дівчаток.
Міністр внутрішніх справ Щелоков доповідав про розшук маніяка особисто Брежнєву, міліція проводила широкі розшукові заходи, зокрема, облави і масові перевірки. Подібні дії є однією з найбільших пошукових операцій в історії Московського карного розшуку. Під час спроби викрасти шосте немовля перехожі стали переслідувати маніяка. Бірюкову вдалося втекти, але свідки добре запам'ятали його зовнішність. 24 жовтня 1977 року маніяка ідентифікували та заарештували. Як встановили численні медичні комісії, маніяк страждав специфічною пристрастю саме до немовлятам (непіофілією), яка трапляється набагато рідше, ніж потяг до дітей старше 6-7 років. При цьому Бірюков заявляв слідчим, що скоював злочини  проти немовлят свідомо. Основним мотивом вчинення злочинів він називав відмову дружини підтримувати з ним сексуальні відносини.

## Суд і вирок
Суд засудив Анатолія Бірюкова до вищої міри покарання — смертної кари через розстріл. Маніяк неодноразово намагався вчинити самогубство, писав касаційні скарги у всі інстанції, але вирок залишився. У лютому 1979 року маніяк був розстріляний.